# Huehuetlán el Chico
Huehuetlán el Chico (del náhuatl: huéhuetl-tlan ‘viejo, ahuehuete-lugar’‘Lugar de ahuehuetes’) Otros traducen el nombre diciendo que se compone de las dicciones nahuas, Huehetl, "viejo o dios", y Tlán, "junto, cerca"; que en conjunto significa "junto al dios viejo ".  Es una población del estado mexicano de Puebla, ubicada en su zona suroeste, es cabecera del municipio del mismo nombre.

## Historia
Huehuetlán fue fundada por los tlahuicas en la época prehispánica de México. Como la mayor parte de los poblados del centro de Mesoamérica, Huehuetlán quedó sujeto al dominio de la Triple Alianza encabezada por México-Tenochtitlan, aunque nominalmente pertenecía a los dominios de Tetzcuco. 
Hacia mediados de 1520 el área ya había sido sometida por los españoles. El conquistador Cristóbal de Soto fue el primer encomendero  de Huehuetlán, sucedido por su hijo Luis y por una hija, María de Soto, casada con Juan Carbajal, que aparece como encomendero entre 1553 y 1564. Finalmente, María de Soto fue la última encomendera entre 1568 y 1597, La encomienda pasó a la Corona entre 1665 y 1696,
Entre 1743 y 1770 Huehuetlán fue anexado a la alcaldía mayor de Tepeji de la Seda.
Hacia 1569  los dominicos ya tenían una doctrina en Huehuetlán, que estaba supeditada al curato de Chiautla.
Durante la Revolución Mexicana, algunos pobladores de este municipio formaron parte del Ejército Libertador del Sur, comandado por Emiliano Zapata. El Plan de Ayala fue firmado por los pobladores del lugar el 28 de noviembre de 1911, en la localidad de Ayoxuxtla.
El 8 de enero de 2015, en la comunidad de Tzicatlán en la sacristía de la iglesia de San Lucas fue hallado un códice que data del siglo XVI. El códice es de piel de venado y mide aproximadamente un metro de largo por 50 centímetros de ancho y está elaborado con pintura vegetal, en él está representado un mapa de Tzicatlan y tiene escritura náhuatl. 
Junto al códice fue hallado un manuscrito con escritura en náhuatl y español en el que se cree podría ser un inventario de los ornamentos e imágenes donadas al templo. Actualmente ambos documentos se encuentran bajo resguardo de las autoridades eclesiásticas de la comunidad de Huehuetlán el chico Puebla debido a que Tzicatlan es una comunidad perteneciente dicha a la comunidad.

## Personajes históricos
- Santiago Aguilar y Rebocato Aguilar, también Agustín Ortiz y Cristóbal Domínguez, militares zapatistas durante la Revolución mexicana

## Comercio
Venta de productos originados de la ganadería como son queso , requesón, leche así como cárnicos, además de la venta de frutas y verduras de la región.